# Хакон Молодой
Хакон Молодой (Хокон Хоконссон; норв. Håkon Håkonsson; 11 ноября 1232, Берген — 5 мая 1257, Тёнсберг, Эстланд) — сын короля Норвегии Хакона IV. Младший король Норвегии во время правления отца с 1240 года до своей смерти. Известен как Хакон Молодой, чтобы отличать его от отца, которого часто называют Хаконом Старым.

## Биография
Хакон родился в Бергене 10 ноября 1232 года. Он был вторым сыном короля Норвегии Хакона IV и его жены, королевы Маргрете Скулесдоттер. Его старший брат умер в младенчестве. В 1239 году отец королевы Маргрете, герцог Скуле Бордссон, восстал против своего зятя-короля и сам объявил себя королём. Это восстание ознаменовало конец гражданской войны в Норвегии. Хакон в ответ провозгласил семилетнего Хакона Молодого королём и соправителем. Таким образом, король Хакон Старый предоставил своим сторонникам преемника, если он сам погибнет в битве против Скуле. Хакон подавил восстание Скуле, и сам Скуле был убит людьми Хакона в мае того же года.
Назначение Хакона Молодого наследником короля Хакон Старого стало новым способом передачи норвежской монархии. У короля Хаакона был старший внебрачный сын Сигурд, которого обошли в пользу Хакона. Раньше по традиции законность рождения не имела значения для права наследования короны. Хотя он и носил титул «король», он подчинялся отцу. Это было подчеркнуто во время коронации Хакона Старого в 1247 году, когда Хакон Молодой нёс корону, но сам не был коронован.
В 1251 году в Осло он женился на шведской принцессе Рикице, дочери фактического правителя Швеции, графа Биргера и Ингеборг Эриксдоттер. Она была сестрой несовершеннолетнего шведского короля Вальдемара Биргерссона. Брак был устроен королём Хаконом Старым для создания союза между Норвегией и Швецией против Дании. У супругов был один сын, которого звали Сверре.
Хакон Молодой принимал участие в военных операциях своего отца против Дании в 1256 и 1257 годах, когда норвежские короли разорили датскую провинцию Халланд. Весной 1257 года, готовясь к поездке в Осло, он заболел в Конгхелле. Он прервал свое путешествие в Тёнсберге и поселился там в монастыре. В «Саге о Хаконе Хаконссоне» отмечается, что его лечил испанский врач, который в то время находился с дипломатической делегацией в Норвегии. Однако болезнь усугубилась, и он умер в Тёнсберге 5 мая 1257 года. Его тело было доставлено в Осло, где он был похоронен в соборе Святого Халварда.
После его смерти его вдова Рикица вернулась к своему отцу в Швецию. Их маленький сын Сверре остался в Норвегии с дедушкой. Он не считался наследником престола, поскольку уже в 1257 году, младший брат его отца Магнус был провозглашён королем. Сверре умер в детстве в 1261 году.